# انتخابات محافظة الأنبار 2009
أُجريت انتخابات محافظة الأنبار لعام 2009 في 31 كانون الثاني/يناير 2009 إلى جانب انتخابات جميع المحافظات العراقية الأخرى خارج كردستان العراق وكركوك.

## الخلفية
تسكن المحافظة أغلبية ساحقة من العرب السنة. وقد انتخب مجلس المحافظة الحالي في انتخابات المحافظات العراقية لعام 2005. وقد جرت هذه الانتخابات في نفس الوقت الذي جرت فيه الانتخابات التشريعية العراقية في كانون الثاني/يناير 2005، وقاطعتها جميع الأحزاب العربية السنية تقريباً. وكان الحزب الإسلامي العراقي هو الحزب العربي السني الوحيد المهم الذي قدم مرشحين من العرب السنة، لكنه انسحب أيضاً من الاقتراع قبل أيام من الانتخابات.
وبلغت نسبة المشاركة في الأنبار 2% في الانتخابات التشريعية و0.5% فقط في انتخابات المحافظة، ولذلك، وعلى الرغم من أن الحزب الإسلامي العراقي كان تقليدياً أقوى في الموصل، إلا أنه انتهى به الأمر بالحصول على جميع مقاعد مجلس المحافظة تقريباً.
منذ عام 2004، أصبحت المحافظة موقعاً رئيسياً للتمرد في العراق الموجه ضد الحكومة العراقية والجيش الأمريكي المحتل. ومع ذلك، كان تشكيل مجلس إنقاذ الأنبار في سبتمبر 2006 نقطة تحول، وأدى إلى قيام القوات العشائرية المدعومة من الولايات المتحدة بطرد تنظيم القاعدة في العراق والمتمردين الآخرين من الأنبار.

## الحملة الانتخابية
ترشح أكثر من 520 مرشحاً في الأنبار، من 37 قائمة حزبية، وكان التنافس الرئيسي بين الحزب الإسلامي العراقي الذي أدار المجلس منذ عام 2005، وبين أحزاب مختلفة مرتبطة بحركات الصحوة التي شكلها زعماء العشائر ومولتها الولايات المتحدة للقتال ضد تنظيم القاعدة في العراق. وتوقع محللون أن الحزب الإسلامي العراقي لوحده ”سيقضى عليه“ في الأنبار على يد حركة الصحوة ، فشكل الحزب الإسلامي العراقي ائتلاف المثقفين والعشائر مع توحيد الحزب الإسلامي وتجمع شيوخ عشائر ومثقفي الأنبار والمؤتمر الشعبي العراقي والتجمع الوطني العشائري المستقل.
وشملت القوائم المرتبطة بحركات الصحوة تحالف صحوة العراق والمستقلين الوطني والجبهة الوطنية لإنقاذ العراق. كان التحالف بقيادة الشيخ أحمد أبو ريشة والشيخ أمير علي السليمان والشيخ حميد الهايس وترك الشيخ الهايس التحالف قبل الانتخابات وخاض الانتخابات على رأس قائمة ”مجلس إنقاذ الأنبار".
تزعم ”الجبهة الوطنية“ الشيخ علي حاتم، الزعيم القبلي لاتحاد عشائر الدليم - الأكبر في الأنبار - وسبق أن اصطدمت الجبهة مع شقيق أبو ريشة، عبد الستار أبو ريشة، عندما كان رئيسًا لمجلس إنقاذ الأنبار، وحظيت الجبهة بدعم مجلس إنقاذ الأنبار ومؤتمر صحوة الأنبار ومجلس شيوخ الأنبار.
ائتلاف عشائر العراق الذي يرأسه حميد الهايس هو قائمة أخرى تدعي أنها مدعومة من شيوخ العشائر.
أما جبهة الحوار الوطني العراقي التي يرأسها صالح المطلك فهي القائمة الوحيدة المهمة التي لا تعتمد على دعم شيوخ العشائر، حيث تستند إلى أنصار حزب البعث السابق.

## النتائج
بعد التصويت، تجمع أنصار الحزب الإسلامي العراقي والصحوة في العاصمة الرمادي وبدأوا بإطلاق النار في الهواء احتفالاً بالنصر. وسرعان ما فرقت الشرطة العراقية هذه المجموعات وأعلنت حظر التجول.
أشارت النتائج الأولية المسربة إلى أن القوائم المدعومة من الحزب الإسلامي العراقي قد فازت ب 12 مقعداً من أصل 29 مقعداً في المجلس - وهو أكبر عدد من المقاعد لأي حزب. اتهم أنصار الصحوة الحزب الإسلامي العراقي بإضافة 100,000 بطاقة اقتراع مزورة وهددوا برد فعل عنيف إذا تأكد ذلك. وهدد الشيخ أحمد أبو ريشة ”بتحويل كياننا من كيان سياسي إلى كيان عسكري“ و”بمحاربة الحزب الإسلامي ومفوضية الانتخابات“ وأدان الحزب الإسلامي العراقي التهديدات بالعنف قائلاً إن هذا السلوك ”سيعيدنا إلى العصور الوسطى “.
كما دعا نائب رئيس الوزراء العراقي وعضو الحزب الإسلامي العراقي، رافع العيساوي، إلى إعادة فرز الأصوات مع محاكمة المتهمين بالتزوير. وقال زعيم جبهة الحوار الوطني العراقي صالح المطلك إن معظم القوائم تعتقد أن الحزب الإسلامي العراقي قد تلاعب في التصويت، وأنه رأى بنفسه بطاقات اقتراع مزورة وأن التصويت ”ملوث“.
وقالت مفوضية الانتخابات إنها تلقت سيلاً من الشكاوى التي تحقق فيها - بما في ذلك بعض الشكاوى الخطيرة التي يمكن أن تغير نتيجة التصويت. اجتمع مسؤولو المفوضية مع أبو ريشة وأكدوا له أنهم لن يتسامحوا مع أي تزوير وطلبوا منه تجنب المواجهة مع الحزب الإسلامي العراقي.

بعد الانتخابات، رشح تحالف صحوة العراق والمستقلين الوطنيين لمنصب المحافظ قاسم الفهداوي، وهو رجل أعمال كان يدير شركة إنشاءات في الإمارات العربية المتحدة. انتُخب بأغلبية 24 صوتًا مقابل 3 أصوات، وشكل حكومة ضمت جميع الأحزاب باستثناء أعضاء الحزب الإسلامي العراقي الثلاثة، وانتخب الدكتور جاسم الحلبوسي رئيسًا لمجلس المحافظة.
|                                            |                               |         |        |         |     |
| الحزب                                      | الحزب                         | الأصوات | %      | المقاعد | +/– |
|                                            | صحوة العراق                   | 56٬262  | 17.74  | 8       | +8  |
|                                            | الحوار                        | 53٬487  | 16.87  | 6       | +6  |
|                                            | تحالف المثقفين والقبائل       | 51٬733  | 16.32  | 6       | −28 |
|                                            | الحل                          | 23٬835  | 7.52   | 3       | +3  |
|                                            | القائمة العراقية الوطنية      | 21٬551  | 6.80   | 2       | +2  |
|                                            | تحالف الوحدة الوطنية العراقية | 14٬439  | 4.55   | 2       | +2  |
|                                            | تحالف قبائل العراق            | 13٬798  | 4.35   | 2       | +2  |
|                                            | احزاب اخرى                    | 81٬969  | 25.85  | 0       | –   |
| المجموع                                    | المجموع                       | 317٬074 | 100.00 | 29      | −12 |
|                                            |                               |         |        |         |     |
| المصدر: Niqash, Al Sumaria, New York Times |                               |         |        |         |     |